# Adolfo González Montes
Adolfo González Montes (Aldeávila, 13 de novembro de 1946) é um clérigo espanhol e bispo católico romano emérito de Almería.
Adolfo González Montes foi ordenado sacerdote para a diocese de Salamanca em 29 de junho de 1972.
O Papa João Paulo II o nomeou Bispo de Ávila em 26 de maio de 1997, e foi empossado em 7 de maio do mesmo ano. O núncio apostólico na Espanha e Andorra, arcebispo Lajos Kada, concedeu-lhe a consagração episcopal em 5 de julho do mesmo ano; Os co-consagradores foram José Delicado Baeza, Arcebispo de Valladolid, e Antonio Cañizares Llovera, Arcebispo de Granada.
Em 15 de abril de 2002 foi nomeado Bispo de Almeria.
Em 8 de janeiro de 2021, o Papa Francisco nomeou Antonio Gómez Cantero, o bispo anterior de Teruel y Albarracín, como seu coadjutor.
Em 30 de novembro de 2021, o Papa Francisco aceitou sua aposentadoria por motivos de idade.